# Куолен, Джон
Джон Куолен (англ. John Qualen), имя при рождении Йохан Мандт Квален (англ.  Johan Mandt Kvalen; 8 декабря 1899 года — 12 сентября 1987 года) — канадско-американский актёр, более всего известный по фильмам 1930—1950-х годов.
За время своей карьеры Куолен сыграл в таких фильмах, как «Три мушкетёра» (1935), «Деревенский доктор» (1936), «Гроздья гнева» (1940), «Его девушка Пятница» (1940), «Дьявол и Дэниел Уебстер» (1941), «Касабланка» (1942), «Большой обман» (1949), «Женщина в бегах» (1950), «Искатели» (1956), «Анатомия убийства» (1959), «Элмер Гантри» (1960), «Человек, который застрелил Либерти Вэланса» (1962) и «Клочок синевы» (1965).

## Ранние годы жизни и театральная карьера
Джон Куолен, имя при рождении Йохан Мандт Квален, родился 8 декабря 1899 года в Ванкувере, Канада, в семье лютеранского пастора, которая несколькими годами ранее прибыла в Канаду из Норвегии.
Некоторое время спустя семья переехала в США в город Элджин, Иллинойс, где Куолен и вырос. Выиграв в старшем классе конкурс ораторов (по другим сведениям — криминалистов), он получил стипендию на учёбу в Северо-Западном университете в Эванстоне, Иллинойс. Во время учёбы в Университете Куолен увлёкся актёрской игрой и начал играть в шапито сети Lyceum-Chautauqua, а также в антрепризе.
По другой версии, после окончания школы Куолен четыре года отучился в Университете Торонто. Там он поступил в университетский драматический театр, и в итоге театр увлёк его настолько, что он вступил в профессиональный гастролирующий театр. По возвращении в Торонто Куолен собрал собственную небольшую труппу The Qualen Concert Company, которая в течение двух лет выступала с написанной им пьесой в различных городах США от Чикаго до Нового Орлеана, в итоге добравшись до Нью-Йорка. Хотя театр и давал небольшой доход, однако, чтобы удержаться на плаву, Куолену приходилось подрабатывать продажей столовой посуды.
В 1929 году, продемонстрировав продюсеру свой скандинавский акцент, Куолен получил важную роль шведского привратника Карла Ольсена в бродвейском спектакле «Уличная сцена» (1929—1930). После этого в 1931—1933 годах он играл на Бродвее в спектакле «Адвокат».

## Карьера в кинематографе
В 1931 году по одноимённой бродвейской пьесе режиссёр Кинг Видор поставил фильм «Уличная сцена» (1931) с Сильвией Сидни в главной роли, в котором Куолен повторил свою роль шведского привратника. Эта роль положила начало его кинематографической карьере. В том же году, что и «Уличная сцена», вышла драма Джона Форда «Эрроусмит» (1931), которая положила начало многолетнему сотрудничеству актёра с этим режиссёром. Как написал историк кино Джим Бивер, Куолен «стал членом знаменитой группы актёров Форда, получая у режиссёра значимые роли на протяжении последующих 35 лет».
В 1933 году Куолен повторил свою бродвейскую роль Йохана Брейтстейна в драматическом фильме Уильяма Уайлера «Адвокат» (1933) с Джоном Бэррмимором в главной роли.
В 1934 году Куолен сыграл одну из главных ролей в социальной драме Кинга Видора «Хлеб наш насущный» (1934), в которой речь шла о создании группой обедневших в Депрессию людей сельскохозяйственной коммуны на принципах социалистической утопии. Как написал современный кинокритик Деннис Шварц, «очевидно сделанный под влиянием русского пролетарского кино (такого как „Земля“ Довженко), этот фильм больше похож на европейский, чем на американский». В том же году Куолен сыграл ещё в девяти фильмах, среди которых мелодрама с участием Уильяма Уоррена и Мэри Астор «Высший свет» (1934), криминальная комедия с Полом Муни «Привет, Натали!» (1934) и криминальная мелодрама с Джеймсом Кэгни «Он был её мужчиной» (1934).
В криминальной драме Майкла Кёртиса «Чёрная ярость» (1935) Куолен сыграл шахтера и профсоюзного активиста, которого избивают до смерти пьяные хулиганы из частной полицейской службы, нанятые руководством шахты для усмирения беспорядков. Среди других тринадцати картин года, в которых сыграл Куолен, наиболее заметными были романтическая комедия с Генри Фондой «Фермер женится» (1935), детектив «Чарли Чан в Париже» (1935) и криминальная мелодрама со Спенсером Трейси и Мирной Лой «Двойная выгода» (1935).
В 1936 году у Куолена было семь фильмов, в том числе, комедийная мелодрама «Деревенский доктор» (1936), которая «была основана на реальном событии — рождении в канадской семье Дионнов пятерых близнецов». В этой картине Куолен сыграл отца семейства, и его имя единственный раз в карьере было указано в титрах перед названием фильма. Как написал в своей статье историк кино Чарльз Фостер, «спор о том, кто должен играть главную роль в фильме о канадской семье дошёл до Палаты общин. Общественность требовала, чтобы на главную роль был назначен канадец, и поначалу не хотела принимать кандидатуру Куолена, пока не выяснилось, что он канадец из Ванкувера». Фильм стал одним из самых коммерчески успешных в Канаде в том году, и «в каждом канадском городке имя Куолена попадало в заголовки газет». «Куолен сыграл также в двух сиквелах фильма, однако их популярность неуклонно падала». Среди других заметных картин Куолена в 1936 году были романтическая комедия с Кларком Гейблом «Жена против секретарши» (1936), военная драма с Фредриком Марчем «Путь к славе» (1936) и детектив с Эдвардом Арнольдом «Познакомьтесь с Ниро Вульфом» (1936).
В 1937 году Куолен сыграл в семи фильмах, наиболее значимыми среди которых были романтическая комедия с Марчем и Кэрол Ломбард «Ничего святого»(1937), а также мелодрама «Седьмое небо» (1937), в которой главные роли исполнили Симона Симон и Джеймс Стюарт. В 1938 году у Куолена было шесть картин, среди которых детективная комедия с Барбарой Стэнвик и Генри Фондой «Сумасшедшая мисс Мэнтон» (1938), вестерн с Рэндольфом Скоттом и Джоан Беннетт «Техасцы» (1938) и романтическая комедия с Дугласом Фэрбенксом (младшим) «Наслаждайтесь жизнью» (1938). В 1939 году Куолен сыграл в криминальной драме с Морин О’Салливан и Генри Фондой «Дайте нам жить» (1939), в романтической комедии с Фредом Макмюрреем «Медовый месяц на Бали» (1939), в исторической драме с Робертом Тейлором «Встань и дерись» (1939) и ещё в трёх менее значимых картинах.
В 1940 году режиссёр Джон Форд пригласил Куолена в свою картину по роману Джона Стейнбека «Гроздья гнева» (1940), действие которой происходит в Оклахоме в период Великой депрессии. Актёр получил небольшую, но важную роль жалкого, полусумасшедшего Мьюли Грейвза, который рассказывает герою картины (Генри Фонда) о том, как по требованию владельца земли все арендаторы были вынуждены покинуть свои участки, а их дома были снесены тракторами, и он единственный, кто не уехал. В том же году Форд снял Куолена в военной драме «Долгий путь домой» (1940), во время работой над этой картиной актёр познакомился с Джоном Уэйном, исполнившем в ней главную роль. Куолен также удачно сыграл важную роль несчастного бухгалтера, несправедливо обвинённого в убийстве полицейского, в романтической комедии «Его девушка Пятница» (1940), которого главные герои, редактор газеты (Кэри Грант) и репортёр (Розалинд Расселл) спасают от смертной казни. В 1940 году у Куолена было ещё восемь фильмов, включая криминальную комедию с Ритой Хейворт «Ангелы над Бродвеем» (1940) и мелодраму с Джоном Гарфилдом «Субботние дети» (1940).
В фильме нуар «Берег в тумане» (1941) Куолен сыграл типичного маленького человека, повара бедной закусочной в Нью-Йорке, который вместе со своим другом по рыбалке (Томас Митчелл) подвергается рэкету со стороны местного бандита (Джон Гарфилд). В финале картины, доведённые до края поборами и насилием, друзья решают убить рэкетира. Как написал кинообозреватель «Нью-Йорк Таймс» Босли Краузер, в роли одного из друзей «Куолен робок и труслив, каким может быть только Куолен». По мнению рецензента журнала TV Guide, Митчелл и Куолен «превосходны в ролях съёжившихся жертв рэкетира», а современный кинокритик Крейг Батлер отметил, что Митчеллу и Куолену «удаётся перехватить доминирование в фильме у Гарфилда, а это очень непросто». В том же году Куолен сыграл в вестерне с Джоном Уэйном «Ковбой с холмов» (1941) и фэнтези-драме «Дьявол и Дэниэл Уэбстер» (1941).
Как написал Хэл Эриксон, «Куолен также сильно играл маленьких людей с большим запасом мужества», в частности, норвежского подпольщика Бергера в военной драме «Касабланка» (1942). Как отмечено в биографии актёра на сайте Turner Classic Movies, «ещё одна роль актёра, которую широко помнят — это Бергер, связной Виктора Ласло в „Касабланке“, где его скандинавский акцент идеально вписался в космополитическую среду картины». В 1942 году Куолен сыграл также в драме по роману Джона Стейнбека «Квартал Тортилья-Флэт» (1942) с участием Спенсера Трейси и Гарфилда, комедии с Эдвардом Г. Робинсоном «Мошенничество и Ко» (1942). Он также исполнил роль Алладина в приключенческой комедии «Арабские ночи» (1942), а в сказке «Книга джунглей» (1942) сыграл цирюльника, который вместе со своими алчными знакомыми направляется за сокровищами в заброшенный город.
Во время Второй мировой войны Куолен несколько раз пытался поступить на военную службу, однако из-за шумов в сердце получил отказ .
В 1943 году Куолен сыграл в единственном фильме, комедии «Мэйзи танцует свинг» (1943), а в 1944 году он появился в трёх картинах, наиболее заметными среди которых были фильм нуар с Мерл Оберон и Франшо Тоуном «Тёмные воды» (1944), военная драма с Жаном Габеном «Самозванец» (1944), драма Кинга Видора с Брайаном Донлеви «Американский роман» (1944). Год спустя у Куолена были роли в романтической комедии с Кларком Гейблом «Приключения» (1945), приключенческой ленте с Чарльзом Лоутоном «Капитан Кидд» (1945) и комедии с Розалинд Расселл «Грубо говоря» (1945).
После исторической драмы Джона Форда «Беглец» (1947) с Генри Фондой в главной роли Куолен сыграл до конца десятилетия в девяти фильмах, наиболее заметными среди которых были фильмы нуар «Бессмысленный триумф» (1948), где он сыграл врача, и «Большой обман» (1949), где он был коллекционером антиквариата и скупщиком «грязных» долларов. В 1950 году Куолен сыграл в фильме нуар Нормана Фостера «Женщина в бегах» (1950) с Энн Шеридан и комедии с Джеймсом Стюартом «Большой куш» (1950). В 1951 году его самым значимым фильмом стала романтическая комедия с Джоан Кроуфорд «Прощай, моя причуда» (1951), в 1952 году он сыграл только в семейном мюзикле «Ханс Кристиан Андерсен» (1952), а в 1953 году его самыми значимыми картинами были фильм нуар про Майка Хаммера «Суд — это я» (1953) и комедия про говорящего мула «Френсис в большом городе» (1953). В 1954 году Куолен сыграл важную характерную роль возвращающегося домой средиземноморского рыбака в фильме-катастрофе с Джоном Уэйном «Великий и могучий» (1954).
Во второй половине 1950-х годов у Куолена были роли в десяти фильмах среди которых, военная драма с Джоном Уэйном «Морская погоня» (1955), вестерн Джона Форда с Уэйном «Искатели» (1956), вестерн с Аланом Лэддом «Большая земля» (1956), фильм нуар Дона Сигела «Контрабандисты оружия» (1958) и судебная драма Отто Премингера с Джеймсом Стюартом «Анатомия убийства» (1959).
В 1960-е годы Куолен сыграл в комедийном вестерне с Уэйном «К северу от Аляски» (1960), драме с Бертом Ланкастером «Элмер Гантри» (1960), двух вестернах Джона Форда с Джеймсом Стюартом — «Два всадника» (1961) и «Человек, который застрелил Либерти Вэланса»(1962), приключенческой комедии Форда с Уэйном «Риф Донована» (1963), криминальном триллере с Полом Ньюманом «Приз» (1963), вестерне Форда с Ричардом Уидмарком «Осень шайеннов»(1964), вестерне с Джоном Уэйном «Сыновья Кэти Элдер» (1965), мелодрама с Сидни Пуатье «Клочок синевы» (1965), вестерн с Джеймсом Стюартом и Генри Фондой «Файеркрик» (1968). Последней картиной Куолена стала комедия «Фрэзиер, чувственный лев» (1973).

## Карьера на телевидении
Как пишет Фостер, «после войны возник спрос на Куолена на телевидении» . Начиная с 1951 по 1974 год, Куолен сыграл в 102 эпизодах 79 различных телесериалов. Иногда он играл в трёх сериалах в день, а однажды Куолен сыграл в эпизодах 12 различных сериалов в течение недели.
Куолен снимался в таких сериалах, как «Альфред Хичкок представляет» (1956), «Миллионер» (1956), «Шайенн» (1957), «Мэверик» (1958—1961), «Шугарфут» (1960), «Триллер» (1961), «Бонанза» (1961), «Мистер Эд» (1961—1965), «Ларами» (1962), «Дни в долине смерти» (1963), «Освободите место для папочки» (1964), «Виргинец» (1964), «Правосудие Берка» (1966), «Я шпион» (1967), «ФБР» (1973) и «Улицы Сан-Франциско» (1973).
По словам Фостера, «так как первые телесериалы шли в прямом эфире, продюсеры и режиссёры высоко ценили способность Куолена быстро запоминать текст. По какой-то причине он не стал звездой, хотя порой получал зарплату выше, чем у звёзд, поскольку его высоко ценили».

## Актёрское амплуа и оценка творчества
Джон Куолен был невысокого роста и хрупкого телосложения, «с печальными, почти трагическими чертами лица». Он часто играл маленьких, неуклюжих и смешных персонажей, которые из-за его сильного норвежского акцента часто были выходцами из Скандинавских стран. В биографии актёра на сайте Turner Classic Movies отмечается, что «он специализировался на ролях скандинавов, но в действительности играл представителей разных национальностей на протяжении карьеры».
По мнению историка кино Джима Бивера, на протяжении первых четырёх десятилетий звукового кино Куолен был «одним из лучших и наиболее узнаваемых характерных актёров, хотя те, кто узнаёт его лицо, вряд ли знают его имя». В биографии Turner Classic Movies указано, что «многоплановость Куолена позволяла ему выглядеть по-разному в разных картинах, при этом он сыграл в нескольких величайших фильмах».
Куолен сыграл в пяти фильмах, номинированных на «Оскар» в категории лучший фильм, это «Эрроусмит» (1931), «Гроздья гнева» (1940), «Долгий путь домой» (1940), «Касабланка» (1942) и «Анатомия убийства» (1959).
На протяжении 30 лет Куолен входил в группу постоянных актёров режиссёра Джона Форда, сыграв в таких его классических фильмах, как «Эрроусмит» (1931), «Гроздья гнева» (1940), «Длинный путь домой» (1940), «Искатели» (1955), «Двое ехали вместе» (1961) и «Человек, который застрелил Либерти Вэланса» (1962). В этих фильмах он часто играл рабочих людей с этническими именами — Ларса Йоргенсена в «Искателях», Акселя Свонсона в «Длинном пути домой», Эриксона — в «Человеке, который застрелил Либерти Вэланса» — с соответствующим акцентом, при этом «произношение его персонажей часто подавалось с юмором».
Куолен также сыграл в девяти фильмах с Джоном Уэйном.
Как полагает Фостер, более всего Куолен запомнился как несчастный Мьюли в драме «Гроздьях гнева» (1940), как единственный персонаж, который помимо главного героя мог разговаривать с говорящим конём, в сериале «Мистер Эд» (1961—1965) и нервический лифтёр в комедийном сериале «Освободите место для папочки» (1964), .

## Личная жизнь
С 1924 года и вплоть до своей смерти в 1987 году Джон Куолен был женат на своей школьной возлюбленной Пирл Ларсон. У пары было трое дочерей — Элизабет, Кэтлин и Мередит.

## Последние годы жизни и смерть
В последние годы жизни у Куолена стало портиться зрение, однако несмотря на это он продолжал постоянно работать практически до самого конца.
Джон Куолен умер 12 сентября 1987 года в Торрансе, Калифорния, после инфаркта. Ему было 87 лет.

## Фильмография
| Год        |     | Русское название                           | Оригинальное название                  | Роль                                        |
| ---------- | --- | ------------------------------------------ | -------------------------------------- | ------------------------------------------- |
| 1931       | ф   | Уличная сцена                              | Street Scene                           | Карл Олсен (в титрах: Джон М. Куолен)       |
| 1933       | ф   | Адвокат                                    | Counsellor-at-Law                      | Йохан Брейтштейн                            |
| 1933       | ф   | Давай влюбимся                             | Let's Fall in Love                     | Свенте Бьоркман (в титрах не указан)        |
| 1934       | ф   | Пою и мне это нравится                     | Sing and Like It                       | Освалд (в титрах: Джон М. Куолен)           |
| 1934       | ф   | Высший свет                                | Upperworld                             | Крис, привратник                            |
| 1934       | ф   | Он был ее мужчиной                         | He Was Her Man                         | Датч, кэбби Санта Авилы                     |
| 1934       | ф   | Хлеб наш насущный                          | Our Daily Bread                        | Крис Ларсен                                 |
| 1934       | ф   | Вход для прислуги                          | Servants' Entrance                     | детектив                                    |
| 1934       | ф   | 365 ночей в Голливуде                      | 365 Nights in Hollywood                | профессор Герман Элленбоген                 |
| 1934       | ф   | Привет, Нелли!                             | Hi, Nellie!                            | Стив (в титрах не указан)                   |
| 1934       | ф   | Личный скандал                             | Private Scandal                        | Шультц (в титрах не указан)                 |
| 1934       | ф   | Этот путь прямой                           | Straight Is the Way                    | мистер Чепман (в титрах не указан)          |
| 1934       | ф   | Любовники в бегах                          | Fugitive Lovers                        | подавленный родитель (в титрах не указан)   |
| 1935       | ф   | Ещё одна весна                             | One More Spring                        | аукционист                                  |
| 1935       | ф   | Великое убийство в отеле                   | The Great Hotel Murder                 | Оле                                         |
| 1935       | ф   | Чёрная ярость                              | Black Fury                             | Майк                                        |
| 1935       | ф   | Чарли Чан в Париже                         | Charlie Chan in Paris                  | консьерж                                    |
| 1935       | ф   | В погоне за вчерашним днём                 | Chasing Yesterday                      | Аристид Коккоз                              |
| 1935       | ф   | Ребёнок в цилиндре                         | Chasing Yesterday                      | мистер Фассбендер                           |
| 1935       | ф   | Фома неверующий                            | Doubting Thomas                        | Фон Битцен                                  |
| 1935       | ф   | Фермер женится                             | The Farmer Takes a Wife                | Сол Тинкер                                  |
| 1935       | ф   | Сады для тебя                              | Orchids to You                         | Смит                                        |
| 1935       | ф   | Гром среди ночи                            | Thunder in the Night                   | портье                                      |
| 1935       | ф   | Три мушкетера                              | The Three Musketeers                   | Планше                                      |
| 1935       | ф   | Двойная выгода                             | Whipsaw                                | Уилл Дэбсон                                 |
| 1935       | ф   | Железный человек                           | Man of Iron                            | Коллинз, фабричный рабочий                  |
| 1935       | ф   | Кольцо вокруг Луны                         | Ring Around the Moon                   | Билл Харви                                  |
| 1936       | ф   | Деревенский доктор                         | The Country Doctor                     | Эйса Уайетт                                 |
| 1936       | ф   | Дорога к славе                             | The Road to Glory                      | солдат со шрамом                            |
| 1936       | ф   | Знакомьтесь с Ниро Вульфом                 | Meet Nero Wolfe                        | Олаф                                        |
| 1936       | ф   | Спальня для девушек                        | Girls' Dormitory                       | Тони                                        |
| 1936       | ф   | Воссоединение                              | Reunion                                | Эйса Уайетт                                 |
| 1936       | ф   | Жена против секретарши                     | Wife vs. Secretary                     | мистер Дженкинс (в титрах не указан)        |
| 1937       | ф   | Седьмое небо                               | Seventh Heaven                         | Канализационная крыса                       |
| 1937       | ф   | Праздник ангела                            | Angel's Holiday                        | Уолдо Эверетт                               |
| 1937       | ф   | Пятьдесят дорог в город                    | Fifty Roads to Town                    | шериф Дау                                   |
| 1937       | ф   | Ей надо есть                               | She Had to Eat                         | Слипи                                       |
| 1937       | ф   | Подходит для короля                        | Fit for a King                         | Отто                                        |
| 1937       | ф   | Негодяй из Бримстоуна                      | The Bad Man of Brimstone               | Локо                                        |
| 1937       | ф   | Ничего святого                             | Nothing Sacred                         | пожарный (в титрах не указан)               |
| 1938       | ф   | Наслаждайтесь жизнью                       | Joy of Living                          | Освего                                      |
| 1938       | ф   | Чеканщик                                   | The Chaser                             | Ларс                                        |
| 1938       | ф   | Сумасшедшая мисс Ментон                    | The Mad Miss Manton                    | сторож в метро                              |
| 1938       | ф   | Пятеро близнецов                           | Five of a Kind                         | Эйса Уайетт                                 |
| 1938       | ф   | Странное дело доктора Мида                 | The Strange Case of Dr. Meade          | Стоунер                                     |
| 1938       | ф   | Техасцы                                    | The Texans                             | швед (в титрах не указан)                   |
| 1939       | ф   | Встань и дерись                            | Stand Up and Fight                     | Дейви                                       |
| 1939       | ф   | Мальчик Микки                              | Mickey the Kid                         | почтальон                                   |
| 1939       | ф   | Медовый месяц на Бали                      | Honeymoon in Bali                      | кроткий мужчина                             |
| 1939       | ф   | Гром на поверхности                        | Thunder Afloat                         | Майло                                       |
| 1939       | ф   | Четыре жены                                | Four Wives                             | Фрэнк                                       |
| 1939       | ф   | Карьера                                    | Career                                 | Джефф Троттер (в титрах не указан)          |
| 1939       | ф   | Дайте нам жить                             | Let Us Live                            | Дэн (в титрах не указан)                    |
| 1940       | ф   | Лыжный патруль                             | Ski patrol                             | Густав Нерку                                |
| 1940       | ф   | Его девушка Пятница                        | His Girl Friday                        | Эрл Уильямс                                 |
| 1940       | ф   | Гроздья гнева                              | The Grapes of Wrath                    | Мьюли Бейтс                                 |
| 1940       | ф   | Блонди на бюджете                          | Blondie on a Budget                    | мистер Эд Фаддл                             |
| 1940       | ф   | Сами по себе                               | On Their Own                           | Питерс                                      |
| 1940       | ф   | Дети на продажу                            | Babies for Sale                        | Говард Андерсон                             |
| 1940       | ф   | Ангелы над Бродвеем                        | Angels Over Broadway                   | Чарльз Энгл                                 |
| 1940       | ф   | Кнут Рокне настоящий американец            | Knute Rockne All American              | Ларс Кнутсон Рокне                          |
| 1940       | ф   | Долгий путь домой                          | The Long Voyage Home                   | Аксель                                      |
| 1940       | ф   | Молодежь будет обслужена                   | Youth Will Be Served                   | Клем Хоуи                                   |
| 1940       | ф   | Дети субботы                               | Saturday's Children                    | первый плотник (в титрах не указан)         |
| 1941       | ф   | Образцовая жена                            | Model Wife                             | привратник                                  |
| 1941       | ф   | Девушка на миллион                         | Million Dollar Baby                    | доктор Паттерсон                            |
| 1941       | ф   | Берег в тумане                             | Out of the Fog                         | Олаф Йонсон                                 |
| 1941       | ф   | Ковбой с холмов                            | The Shepherd of the Hills              | Кут Ройал                                   |
| 1941       | ф   | Новое вино                                 | New Wine                               | клерк Хасслингера                           |
| 1941       | ф   | Дьявол и Дэниэл Уэбстер                    | All That Money Can Buy                 | мистер Стивенс                              |
| 1942       | ф   | Книга джунглей                             | Jungle Book                            | цирюльник                                   |
| 1942       | ф   | Корпорация «Мошенничество»                 | Larceny, Inc.                          | Сэм Бэчрэч                                  |
| 1942       | ф   | Квартал Тортилья-Флэт                      | Tortilla Flat                          | Хосе Мария Коркоран                         |
| 1942       | ф   | Касабланка                                 | Casablanca                             | Бергер                                      |
| 1942       | ф   | Арабские ночи                              | Arabian Nights                         | Аладдин                                     |
| 1943       | ф   | Мэйзи танцует свинг                        | Swing Shift Maisie                     | Горацио Кёрли                               |
| 1944       | ф   | Самозванец                                 | The Impostor                           | Монж                                        |
| 1944       | ф   | Американский роман                         | An American Romance                    | Антон Дубечек                               |
| 1944       | ф   | Тёмные воды                                | Dark Waters                            | дядя Норберт                                |
| 1945       | ф   | Грубо говоря                               | Roughly Speaking                       | Свенд Олсен                                 |
| 1945       | кор | Это случилось в Спрингфилде                | It Happened in Springfield             |                                             |
| 1945       | ф   | Речная банда                               | River Gang                             | дядя Билл                                   |
| 1945       | ф   | Капитан Кидд                               | Captain Kidd                           | Барт Блайвенс                               |
| 1945       | ф   | Приключения                                | Adventure                              | модель Т                                    |
| 1947       | ф   | Песнь Шехерезады                           | Song of Scheherazade                   | Лоренцо                                     |
| 1947       | ф   | Высокое завоевание                         | High Conquest                          | Питер Обервальдер-старший                   |
| 1947       | ф   | Беглец                                     | The Fugitive                           | доктор-беженец                              |
| 1948       | ф   | Доставая с небес                           | Reaching from Heaven                   | незнакомец                                  |
| 1948       | ф   | Псевдоним – Джентльмен                     | Alias a Gentleman                      | Ноу Энд                                     |
| 1948       | ф   | Моя девушка Тиса                           | My Girl Tisa                           | Свенсон                                     |
| 1948       | ф   | На глубине 16 саженей                      | 16 Fathoms Deep                        | капитан Атос                                |
| 1948       | ф   | Бессмысленный триумф                       | Hollow Triumph                         | Свенгрон                                    |
| 1949       | ф   | Большой обман                              | The Big Steal                          | Джулиус Сетон                               |
| 1950       | ф   | Капитан Чайна                              | Captain China                          | Гич                                         |
| 1950       | ф   | Дочь пирата                                | Buccaneer's Girl                       | зеленщик                                    |
| 1950       | ф   | Женщина в бегах                            | Woman on the Run                       | Мейбус                                      |
| 1950       | ф   | Летящая ракета                             | The Flying Missile                     | Ларс Хансен                                 |
| 1950       | ф   | Большой куш                                | The Jackpot                            | мистер Фергюсон (в титрах не указан)        |
| 1951       | ф   | Белль Ле Гранд                             | Belle Le Grand                         | Корки Макги                                 |
| 1951       | ф   | Прощай, моя причуда                        | Goodbye, My Fancy                      | профессор Дингли                            |
| 1951       | с   | Звёзды над Голливудом                      | Stars Over Hollywood                   | Карл Андерс (1 эпизод)                      |
| 1951       | с   | Отряд по борьбе с рэкетом                  | Racket Squad                           | (1 эпизод)                                  |
| 1951— 1953 | с   | Голливудская премьера                      | Hollywood Opening Night                | разные роли (2 эпизода)                     |
| 1952       | ф   | Ганс Христиан Андерсен                     | Hans Christian Andersen                | бургомистр                                  |
| 1952       | с   | Театр «Шеврон»                             | Chevron Theatre                        | Тоби (1 эпизод)                             |
| 1952       | с   | Театр «Селаниз»                            | Celanese Theatre                       | Крис (19 эпизод)                            |
| 1952       | с   | Рикошет                                    | Rebound                                | старатель (1 эпизод)                        |
| 1952 —1954 | с   | Телевизионный театр «Форда»                | The Ford Television Theatre            | разные роли (2 эпизода)                     |
| 1953       | ф   | Засада в Томагавк Гэп                      | Ambush at Tomahawk Gap                 | Джонас П. Трэвис                            |
| 1953       | ф   | Суд – это я                                | I, the Jury                            | доктор Р. Х. Виккерс                        |
| 1953       | ф   | Френсис в большом городе                   | Francis Covers the Big Town            | адвокат Кавендиш (в титрах не указан)       |
| 1953       | с   | Кавалькада Америки                         | Cavalcade of America                   | (1 эпизод)                                  |
| 1953       | с   | Облава                                     | Dragnet                                | (2 эпизода)                                 |
| 1953       | с   | Театр «Рампа»                              | Footlights Theater                     | Спаркс (1 эпизод)                           |
| 1953       | с   | Твоя любимая история                       | Your Favorite Story                    | (1 эпизод)                                  |
| 1953       | с   | Театр «Дженерал Электрик»                  | General Electric Theater               | (1 эпизод)                                  |
| 1953 —1954 | с   | Театр звёзд «Шлитц»                        | Schlitz Playhouse of Stars             | разные роли (2 эпизода)                     |
| 1954       | ф   | Великий и могучий                          | The High and the Mighty                | Хозе Локота                                 |
| 1954       | ф   | Принц-студент                              | The Student Prince                     | Уилли Клобер                                |
| 1954       | ф   | Страсть                                    | Passion                                | Гаспар Мело                                 |
| 1954       | ф   | Другая женщина                             | The Other Woman                        | Папаша                                      |
| 1954       | с   | Театр «Пепси-Колы»                         | The Pepsi-Cola Playhouse               | Тоби (1 эпизод)                             |
| 1954       | с   | Общественный защитник                      | Public Defender                        | Эймс (1 эпизод)                             |
| 1954       | с   | Омнибус                                    | Omnibus                                | разные роли (2 эпизода)                     |
| 1954       | с   | Телевизионный театр «Филко»                | The Philco Television Playhouse        | Гас Грантл (1 эпизод)                       |
| 1955       | ф   | Освобождённый                              | Unchained                              | Леонард Хэксинс                             |
| 1955       | ф   | Морская погоня                             | The Sea Chase                          | главный инженер Шмидт                       |
| 1955       | ф   | Под дулом пистолета                        | At Gunpoint                            | Дивингстоун                                 |
| 1955       | с   | Театр научной фантастики                   | Science Fiction Theatre                | профессор Сэмюэл Эйвери (1 эпизод)          |
| 1955 —1957 | с   | Декабрьская невеста                        | December Bride                         | разные роли (2 эпизода)                     |
| 1956       | ф   | Искатели                                   | The Searchers                          | Ларс Йоргенсен                              |
| 1956       | ф   | Джонни Кончо                               | Johnny Concho                          | Джейк                                       |
| 1956       | с   | Отец знает лучше                           | Father Knows Best                      | старик (1 эпизод)                           |
| 1956       | с   | Кульминация                                | Climax!                                | Гейст (1 эпизод)                            |
| 1956       | с   | Миллионер                                  | The Millionaire                        | Гарри Стоунволл Джексон (1 эпизод)          |
| 1956       | с   | Альфред Хичкок представляет                | Alfred Hitchcock Presents              | разные роли (3 эпизода)                     |
| 1956       | с   | Перекрёстки                                | Crossroads                             | разные роли (2 эпизода)                     |
| 1956—1957  | с   | Дневной спектакль                          | Matinee Theatre                        | (2 эпизода)                                 |
| 1957       | ф   | Большая земля                              | The Big Land                           | Свен Джонсон                                |
| 1957       | с   | Видеотеатр «Люкс»                          | Lux Video Theatre                      | Эдди (1 эпизод)                             |
| 1957       | с   | Шайенн                                     | Cheyenne                               | Чарли Долан (1 эпизод)                      |
| 1958       | ф   | Мой мир умирает с криком                   | My World Dies Screaming                | Джона Снелл                                 |
| 1958       | ф   | Контрабандисты оружия                      | The Gun Runners                        | Поп                                         |
| 1958       | ф   | Бунт в большом доме                        | Revolt in the Big House                | Док                                         |
| 1958       | с   | Янси Дерринджер                            | Yancy Derringer                        | капитан Свен Ларсен (2 эпизода)             |
| 1958 —1959 | с   | Калифорнийцы                               | The Californians                       | разные роли (2 эпизода)                     |
| 1958—1960  | с   | Шоу Гейл Сторм: О! Сюзанна                 | The Gale Storm Show: Oh! Susanna       | разные роли (3 эпизода)                     |
| 1958—1961  | с   | Мэверик                                    | Maverick                               | разные роли (2 эпизода)                     |
| 1959       | ф   | Анатомия убийства                          | Anatomy of a Murder                    | помощник шерифа Суло                        |
| 1959       | с   | Аляскинцы                                  | The Alaskans                           | Джек Деспейн (1 эпизод)                     |
| 1959       | с   | Натянутый канат                            | Tightrope                              | Лукас (1 эпизод)                            |
| 1959       | с   | Бронко                                     | Bronco                                 | мистер Колби (1 эпизод)                     |
| 1959       | с   | Театр Дезилу «Вестигауз»                   | Westinghouse Desilu Playhouse          | Купер (1 эпизод)                            |
| 1960       | ф   | Охотник за скальпом                        | Hell Bent for Leather                  | старый Бен                                  |
| 1960       | ф   | К северу от Аляски                         | North to Alaska                        | лесоруб Джадж                               |
| 1960       | ф   | Элмер Гантри                               | Elmer Gantry                           | Сэм, владелец магазина (в титрах не указан) |
| 1960       | с   | Шугарфут                                   | Sugarfoot                              | Йенс Йенсен (1 эпизод)                      |
| 1960       | с   | Морская охота                              | Sea Hunt                               | Ули Олафсен (1 эпизод)                      |
| 1960       | с   | Тейт                                       | Tate                                   | Сэм (1 эпизод)                              |
| 1960       | с   | Сухопутная тропа                           | Overland Trail                         | окружной судья (1 эпизод)                   |
| 1960—1962  | с   | Представитель закона                       | Lawman                                 | разные роли (3 эпизода)                     |
| 1961       | ф   | Два всадника                               | Two Rode Together                      | Оле Кнудсен                                 |
| 1961       | с   | Бонанза                                    | Bonanza                                | Парли (1 эпизод)                            |
| 1961       | с   | Триллер                                    | Thriller                               | кондуктор травмая (1 эпизод)                |
| 1961       | с   | Вне закона                                 | Outlaws                                | мистер Фримонт (1 эпизод)                   |
| 1961       | с   | Шоу Барбары Стэнвик                        | The Barbara Stenwick Show              | Сэм Лундборг (1 эпизод)                     |
| 1961       | с   | Клондайк                                   | Klondike                               | Ларсен (1 эпизод)                           |
| 1961—1965  | с   | Мистер Эд                                  | Mister Ed                              | разные роли (3 эпизода)                     |
| 1962       | ф   | Человек, который застрелил Либерти Вэланса | The Man Who Shot Liberty Valance       | Петер Эриксон                               |
| 1962       | с   | Ларами                                     | Laramie                                | мистер Эдби (1 эпизод)                      |
| 1962       | с   | Шоу Энди Гриффита                          | The Andy Griffith Show                 | Генри Беннетт (1 эпизод)                    |
| 1963       | ф   | Приз                                       | The Prize                              | Оскар                                       |
| 1963       | ф   | Риф Донована                               | Donovan's Reef                         | матрос (в титрах не указан)                 |
| 1963       | с   | Дни в Долине Смерти                        | Death Valley Days                      | Джо Грэй (1 эпизод)                         |
| 1963       | с   | Семья Маккой                               | The Real McCoys                        | Фрэнк (2 эпизода)                           |
| 1963       | с   | Третий человек                             | The Third Man                          | (1 эпизод)                                  |
| 1963       | с   | Широкий край                               | Wide Country                           | доктор Генри Деметер (1 эпизод)             |
| 1963—1965  | с   | Бен Кейси                                  | Ben Casey                              | разные роли (2 эпизода)                     |
| 1964       | ф   | 7 лиц доктора Лао                          | 7 Faces of Dr. Lao                     | Лютер Линдквист                             |
| 1964       | ф   | Осень шайеннов                             | Cheyenne Autumn                        | Свенсон (в титрах не указан)                |
| 1964       | с   | Доктор Килдэр                              | Dr. Kildare                            | мистер Каллахан (1 эпизод)                  |
| 1964       | с   | Освободите место для папочки               | Make Room for Daddy                    | Свенсон (2 эпизода)                         |
| 1964       | с   | Виргинец                                   | The Virginian                          | Госта Свенсон (1 эпизод)                    |
| 1964       | с   | Мой любимый марсианин                      | My Favorite Martian                    | Мэтт (1 эпизод)                             |
| 1964       | с   | Нет времени на сержантов                   | No Time for Sergeants                  | доктор Грант (1 эпизод)                     |
| 1965       | ф   | Ох, уж эти Кэллоуэи                        | Those Calloways                        | Эрни Эванс                                  |
| 1965       | ф   | Уж лучше в Швецию!                         | I'll Take Sweden                       | Улоф                                        |
| 1965       | ф   | Сыновья Кэти Элдер                         | The Sons of Katie Elder                | Чарли Биллер                                |
| 1965       | ф   | Клочок синевы                              | A Patch of Blue                        | мистер Фабер                                |
| 1965       | с   | Боб Хоуп представляет Театр «Крайслер»     | Bob Hope Presents the Chrysler Theatre | (1 эпизод)                                  |
| 1966       | ф   | Большой куш для маленькой леди             | A Big Hand for the Little Lady         | Джесси Бьюфорд                              |
| 1966       | с   | Хэзел                                      | Hazel                                  | мистер Джохансон (1 эпизод)                 |
| 1966       | с   | Правосудие Берка                           | Burke's Law                            | Ричард Принс (2 эпизода)                    |
| 1966       | с   | Шоу Донны Рид                              | The Donna Reed Show                    | Зик (1 эпизод)                              |
| 1966       | с   | Джерико                                    | Jericho                                | Хеерн Хентье (1 эпизод)                     |
| 1966       | с   | Девушка из А.Н.К.Л.                        | The Girl from U.N.C.L.E.               | доктор Элмер Спитцер (1 эпизод)             |
| 1966       | с   | Шейн                                       | Shane                                  | старик (1 эпизод)                           |
| 1967       | ф   | Приключения дворецкого Гриффина            | The Adventures of Bullwhip Griffin     | парикмахер (в титрах не указан)             |
| 1967       | с   | Я шпион                                    | I Spy                                  | Ханнос (1 эпизод)                           |
| 1968       | ф   | Файеркрик                                  | Firecreek                              | Холл                                        |
| 1968       | ф   | Пи Джей                                    | P.J.                                   | Поппа Гоновски                              |
| 1968       | с   | Зеленые просторы                           | Green Acres                            | разные роли (2 эпизода)                     |
| 1969       | тф  | Док                                        | Doc                                    | Люк                                         |
| 1969       | ф   | Привет герою                               | Hail, Hero!                            | Билли Хёрд                                  |
| 1971       | с   | Медицинский центр                          | Medical Center                         | Чарли (1 эпизод)                            |
| 1971       | с   | Освободите место для дедушки               | Make Room for Granddaddy               | Фолсом (1 эпизод)                           |
| 1971 —1973 | с   | Странная парочка                           | The Odd Couple                         | разные роли (3 эпизода)                     |
| 1972       | тф  | Уйти от всего этого                        | Getting Away from It All               | Чарли Эриксон                               |
| 1972       | тф  | В среду вечером                            | Wednesday Night Out                    |                                             |
| 1972       | с   | Семья Партридж                             | The Partridge Family                   | старик (1 эпизод)                           |
| 1973       | ф   | Фрейзер, чувственный лев                   | Frasier, the Sensuous Lion             | старик на крыльце                           |
| 1973       | с   | ФБР                                        | The F.B.I.                             | сотрудник АЗС (1 эпизод)                    |
| 1973       | с   | Улицы Сан Франциско                        | The Streets of San Francisco           | Фрэнк Кейси (1 эпизод)                      |
| 1974       | с   | В движении                                 | Movin' On                              | Лиггетт (1 эпизод)                          |